# Cot Garot
Cot Garot är ett berg i Indonesien.   Det ligger i provinsen Aceh, i den västra delen av landet, 1 700 km nordväst om huvudstaden Jakarta. Toppen på Cot Garot är 426 meter över havet, eller 98 meter över den omgivande terrängen. Bredden vid basen är 15,2 km.
Terrängen runt Cot Garot är kuperad österut, men västerut är den platt. Runt Cot Garot är det tätbefolkat, med 257 invånare per kvadratkilometer. I omgivningarna runt Cot Garot växer i huvudsak städsegrön lövskog.